# پای شیر رگه‌مشبک
پای شیر رگه‌مشبک (نام علمی: Alchemilla retinervis) یک گونه از سرده پای شیر از خانواده یا تیرهٔ گلسرخیان است.